# 双洋溪

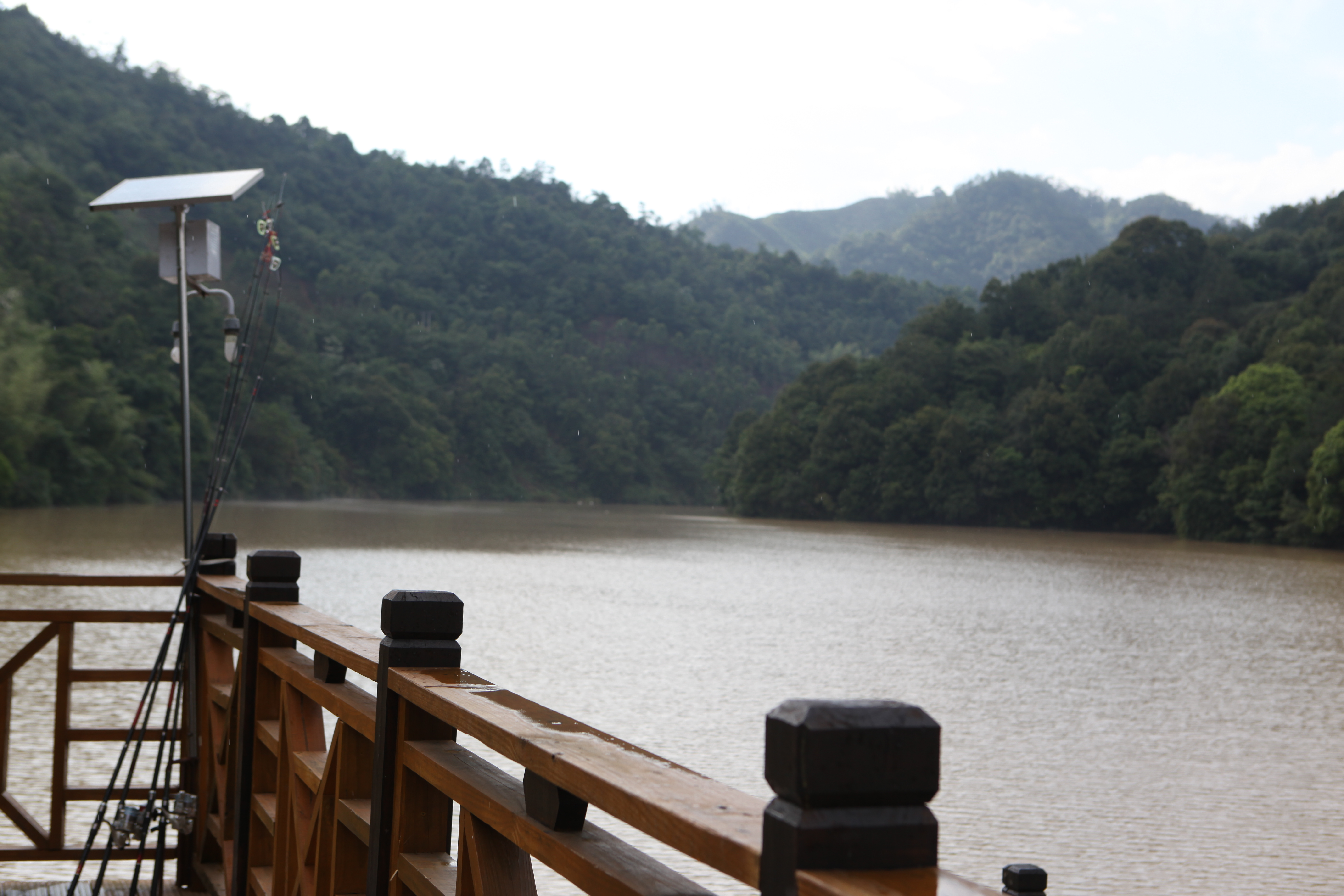
石狮坂水电站库区河段

双洋溪，也称九鹏溪，位于中华人民共和国福建省西南部的一条河流，是新桥溪右岸支流，发源于永安市西南部小陶镇吴地村以北牛角山，南流至吴地村以南后转东流，至漳平市双洋镇转南流，经天台国家森林公园九鹏溪景区、南洋镇等地，于西园镇卓宅村上墘自然村汇入新桥溪。河长68千米，流域面积663平方千米，河道平均比降6.4‰。